# Rondania dimidiata
Rondania dimidiata là một loài ruồi trong họ Tachinidae.